# 利差交易
利差交易（英語：Carry Trade），又稱為套息交易或融资套利交易，指在低利率的国家（比如日本）借钱，换成较高利率国家（比如澳洲，紐西蘭）的货币后出贷，赚取利差。
这种套利交易的风险主要来自可能的利率、汇率变化，其次也受有关国家税负成本的影响。依2007年10月24日工商時報的報導，日本野村總合研究所首席經濟學家辜朝明認為日本的低利率是利差交易興盛的源頭，許多投機客借低利日圓炒作金融商品，在國際資本市場形成許多小泡沫，這些泡沫破滅時會形成小型金融危機。
2008年全球金融海嘯時許多借日圓到海外炒作的人將外幣換成日圓還給日本金融機構，造成日圓在日本和全球都不景氣時反而升值的怪現象。

## 相关
- 外汇市场